# Endergonická reakce

průběh endergonické reakce

Endergonické (endergonní) reakce (z řeckého ἔξω endo „dovnitř“ a ἔργον érgon „práce“) jsou procesy v živých organismech, které jsou samy o sobě za fyziologických podmínek energeticky nevýhodné a mohou tedy probíhat pouze v případě, že jsou spřaženy s procesy, které jim energii dodají. V chemické termodynamice jsou endergonické reakce také nazývané nespontánní reakce absorbující teplo nebo nepříznivé reakce.
Název endergonické reakce je odvozen z předpony endo- (z řeckého slova ἔνδον endon - uvnitř) a koncovky -ergon (z řeckého slova ἔργον ergon - práce). Název tedy znamená absorbovat energii ve formě práce.
Při endergonických reakcích je změna Gibbsovy volné energie kladná, platí tedy ΔG > 0. V metabolismu je endergonický proces spojen s anabolickými reakcemi, tedy reakcemi syntetickými. Zdrojem energie pro tyto reakce je nejčastěji vysokoenergetická sloučenina adenosintrifosfát ATP, která se při tom změní na méně energetický adenosindifosfát ADP.
Opakem endergonických reakcí jsou reakce exergonické, při kterých se energie naopak uvolňuje.

## Gibbsova volná energie
Nejběžnější formou energie v živých systémech je chemická energie. Jedná se o vnitřní energii, tvořenou chemickými vazbami mezi atomy v molekulách. Tato energie se uvolňuje při rozpadu molekul a naopak se musí dodat k jejich výstavbě. Nazývá se Gibbsova volná energie. Při chemických reakcích se mění velikost Gibbsovy energie soustavy mezi počátečním stavem G1 a konečným stavem G2. Mohou nastat tři situace:
a) G2 > G1, G2 - G1 = ΔG > 0
Gibbsova energie produktů G2 je větší než Gibbsova energie substrátů G1. Energie se při reakci spotřebovává a jedná se tedy o děj endergonický. V organismu tato situace nastává v případě anabolických reakcí, při kterých se syntetizují složité sloučeniny z jednoduchých za spotřeby energie.
b) G2 < G1, G2 - G1 = ΔG< 0
Gibbsova energie produktů G2 je menší než Gibbsova energie substrátů G1. Energie se uvolňuje a jedná se tedy o děj exergonický. V organismu tato situace nastává v případě katabolických reakcí, při kterých dochází k degradaci složitých sloučenin na jednodušší za uvolňování energie.
c) G2 = G1, G2 - G1 = ΔG = 0
Gibbsova energie produktů G2 je rovna Gibbsově energii substrátů G1. V tomto případě nedochází ke změně energie soustavy a nastává chemická rovnováha. Jakmile systém dosáhne rovnováhy, koncentrace reaktantů se již nemění. Systémy vždy usilují o rovnovážný stav, kdy Gibbsova energie soustavy je ΔG=0.

## Přenašeče energie
Endergonické reakce nemohou probíhat samovolně, a proto jsou v organismech spojeny s reakcemi exergonickými, které jim dodávají potřebnou energii. K uchování energie využívají organismy speciální vysokoenergetické sloučeniny, které hrají roli přenašečů energie mezi endergonickými a exergonickými procesy.
Daleko nejvýznamnější je molekula adenosintrifosfátu ATP, která v buňce funguje jako univerzální přenašeč energie. Vysokoenergetický adenosintrifosfát ATP se uvolněním jednoho fosfátu mění na méně energetický adenosindifosfát ADP. Uvolněná energie se pak používá při endergonických reakcích. Energie uvolněná při přeměně jedné molekuly ATP na jednu molekulu ADP je považována za jednotku energie v biologických systémech.

## Příklady endergonických reakcí
Endergonické reakce slouží při metabolismu organismů především ke vzniku složitějších molekul z jednodušších.

### Obecné reakce
- Sacharidy, které živé organismy přijímají v potravě, jsou rozloženy na glukózu. Ta je potom použita při endergonických reakcích jako zdroj energie, zásobárna energie (například glykogen) a ke stavbě vlastních látek organismu.
- Lipidy, které živé organismy přijímají v potravě, slouží především jako zásobárna energie. Přebytečné tuky se pomocí endergonických reakcí přeměňují na tukové zásoby organismu.
- Bílkoviny, které živé organismy přijímají v potravě, slouží především jako stavební materiál. Všechny bílkoviny jsou při metabolismu rozloženy na aminokyseliny, které se pak v buňkách endergonickými reakcemi syntetizují do vlastních bílkovin, enzymů a hormonů.

### Konkrétní reakce
- Fotosyntéza je endergonická reakce, která vyžaduje sluneční energii.
- Tvorba bílkovin ve vodném roztoku aminokyselin. V biologických systémech tato reakce probíhá pomocí energie vzniklé při hydrolýze ATP na ADP.
- Syntetická reakce katalyzovaná ligázami, která by nemohla probíhat, kdyby nebyla spřažena se štěpením vysokoenergetické sloučeniny - obvykle ATP.
- Membránová fosforylace, kdy je endergonická syntéza ATP umožněna energií, poskytnutou pasivním transportem H+.
- Guanosintrifosfát GTP je nukleotid s třemi fosfátovými skupinami, který je možno považovat za analog ATP. Jeho štěpení na guanosindifosfát GDP a Pi dodává energii některým reakcím katalyzovaným ligázami. Také se významně uplatňuje při translaci.